# アンドレ・ルロワ＝グーラン
アンドレ・ルロワ＝グーラン(André Leroi-Gourhan、1911年8月25日 – 1986年2月19日)は、フランスの先史学者・社会文化人類学者。

## 人物
20世紀フランスを代表する先史学者・社会文化人類学者。第二次世界大戦前には日本でアイヌ民族などの調査に従事。戦後はパリ国立自然史博物館教授などを経て、1969年、コレージュ・ド・フランス先史学講座教授に就任、多彩な研究に取り組み厖大な著作を発表した。旧石器時代の洞窟壁画などの調査から 壁画と人間の言語活動との関わりを考察した研究はその代表と言える。著書に『先史時代の宗教と芸術』『世界の根源』などがある。

## 著書
原著
- L'Homme et la matière (Paris: Albin Michel, 1943).
- Milieu et techniques (Paris: Albin Michel, 1945).
- Le geste et la parole, 2 vols. (Paris: Albin Michel, 1964–65).
- Les religions de la Préhistoire (Paris: PUF, 1964).
- Préhistoire de l'art occidental (Paris: Mazenod, 1965).

日本語訳
- 身ぶりと言葉 荒木亨訳 新潮社 1973、復刊1992
  - 身ぶりと言葉 荒木亨訳 筑摩書房「ちくま学芸文庫」 2012
- 世界の根源―先史絵画・神話・記号 蔵持不三也訳 言叢社 1985
  - 世界の根源 先史絵画・神話・記号 蔵持不三也訳 ちくま学芸文庫 2019
- 先史時代の宗教と芸術 蔵持不三也訳 日本エディタースクール出版部 1985

## 参考
- 研究ノート アンドレ・ルロワ＝グーランの日本留学 山中一郎
- 381夜『身ぶりと言葉』アンドレ・ルロワ＝グーラン 松岡正剛の千夜千冊
- 第11回：欠乏から生まれる新しいリズム（アンドレ・ルロワ＝グーラン『身ぶりと言葉』書評） 杉村浩一郎 [2] 佐藤大介 [3] (LATs)
- New Body 新しい「身体」 アンドレ・ルロワ=グーラン『身ぶりと言葉』 石戸奈々子